# Ambystoma flavipiperatum
Ambystoma flavipiperatum är en groddjursart som beskrevs av Dixon 1963. Ambystoma flavipiperatum ingår i släktet Ambystoma och familjen mullvadssalamandrar. IUCN kategoriserar arten globalt som otillräckligt studerad. Inga underarter finns listade i Catalogue of Life.